# Erynnis martialis
Erynnis martialis là một loài bướm ngày thuộc họ Bướm nhảy. Loài này được tìm thấy ở hầu hết miền đông Hoa Kỳ và tại miền nam Ontario, Québec, phía đông nam Manitoba.
Sải cánh dài 25–29 mm. Ấu trùng ăn Ceanothus americanus và Ceanothus fendleri.